# 香日德寺
香日德寺，位于中国青海省都兰县香日德镇上柴开村，为第六批青海省文物保护单位，公布日期为1998年12月22日，类型为古建筑。
香日德寺的历史年代为清。